# Konstantynówka
Konstantynówka (ukr. Костянтинівка, ros. Константиновка) – miasto w obwodzie donieckim na Ukrainie. Założone w 1870, w 1932 uzyskała prawa miejskie. Rozwinęła się szczególnie w końcu XIX wieku w wyniku przyspieszonego rozwoju gospodarczego Rosji w tym okresie. W 1880 uzyskała połączenie kolejowe, w następnych latach powstały liczne fabryki, w tym budowane przez inwestorów belgijskich. W mieście rozwinął się przemysł chemiczny, szklarski oraz hutniczy.

## Demografia
Populacja Konstantynówki w latach:
| 2004   | 2014   | 2021   |
| ------ | ------ | ------ |
| 95 000 | 75 896 | 68 792 |

Skład narodowościowy miasta w 2001 roku na podstawie ukraińskiego spisu powszechnego:

1. Ukraińcy: 56 226 (59,26%)
2. Rosjanie: 35 762 (37,69%)
3. Ormianie: 906 (0,95%)
4. Białorusini: 485 (0,51%)
5. Azerowie: 248 (0,26%)
6. Żydzi: 186 (0,2%)

Skład narodowościowy miasta w 1939 roku na podstawie radzieckiego spisu powszechnego:

1. Ukraińcy: 52 475 (54,77%)
2. Rosjanie: 34 996 (36,53%)
3. Żydzi: 3365 (3,51%)
4. Niemcy: 2337 (2,44%)
5. Białorusini: 852 (0,89%)
6. Grecy: 217 (0,23%)

## Urodzeni w Konstantynówce
- Aleksander Piekarski – polski wojskowy, podoficer Wojska Polskiego II RP, oficer Polskich Sił Zbrojnych na Zachodzie i Armii Krajowej, cichociemny
- Stefan Zbigniew Różycki – polski geolog i geograf, profesor